# Rheydter Straße 15 (Korschenbroich)

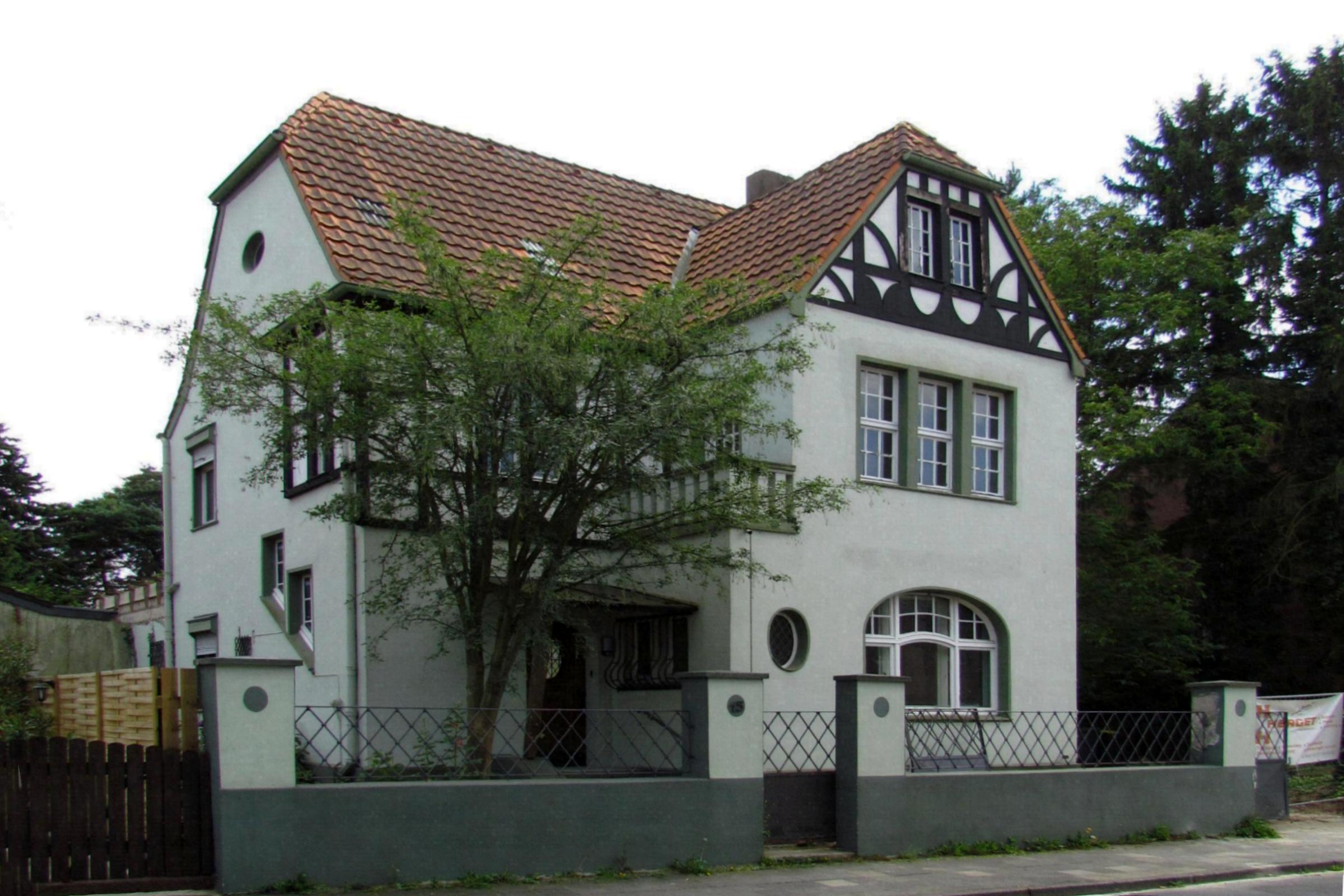
Wohnhaus

Das Wohnhaus Rheydter Straße 15 steht in Korschenbroich im Rhein-Kreis Neuss in Nordrhein-Westfalen.
Das Gebäude wurde zwischen 1900 und 1913 erbaut und unter Nr. 200 am 15. Juli 2013 in die Liste der Baudenkmäler in Korschenbroich eingetragen.

## Architektur
Das gut bürgerliche Wohnhaus wurde zwischen 1900 und 1913 erbaut. Der Vorgarten und der bauzeitlichen Einfriedung an der Straßenseite (außen und innen) stehen auch unter Denkmalschutz.